# Ahemen (satrap)
Ovaj članak govori o egipatskom satrapu Ahemenu. Za istoimenog osnivača ahemenidske dinastije vidi članak: Ahemen
Ahemen (perz. Haxāmaniš) je bio član ahemenidske kraljevske obitelji i satrap Egipta od 484. do svoje smrti 460. pr. Kr.
Prema Herodotu, bio je sin perzijskog velikog kralja Darija Velikog i njegove žene Atose, odnosno brat Kserksa. Ktezije, koji ga pogrešno naziva „Ahemenid“, navodi kako je Ahemen bio Kserksov sin, a ne brat.
Nakon što se Egipat pobunio protiv perzijske vlasti, Kserkso I. ga je nakon gušenja pobune postavio na mjesto lokalnog satrapa. Godine 480. pr. Kr. zapovjedao je egipatskim kontingentom perzijske flote u bitci klod Salamine. Oko 460. pr. Kr. u bitci kod Pampremisa ubio ga je Inar, vođa druge velike egipatske pobune.

## Poveznice
- Ahemen
- Ahemenidi
- Darije Veliki
- Kserkso
- Ahemenidsko Perzijsko Carstvo

| Prethodnik:                    | Satrap Egipta (484. - 460. pr. Kr.) | Nasljednik: |
| Farandat (492. - 484. pr. Kr.) | Satrap Egipta (484. - 460. pr. Kr.) | Amirtejova i Inarova pobuna (460. - 454. pr. Kr.) ____________________ Pausir i Tanira (454. - cca 423. pr. Kr.) |

## Vanjske poveznice
- Ktezijeva „Persica“ Arhivirana inačica izvorne stranice od 11. siječnja 2012. (Wayback Machine)
- [neaktivna poveznica]